# Rui Lavarinhas
Rui Lavarinhas (* 1. September 1971 in Vila Nova de Anha) ist ein ehemaliger portugiesischer Radrennfahrer.
Rui Lavarinhas begann seine Karriere 1998 bei dem portugiesischen Radsportteam Maia-Cin. Er wurde gleich in seinem ersten Jahr Vierter bei der Asturien-Rundfahrt. Im nächsten Jahr gewann er dann die Gesamtwertung der Venezuela-Rundfahrt. In der Saison 2002 gewann er nach einem guten sechsten Platz bei der Katalanischen Woche das Straßenrennen der portugiesischen Meisterschaft. Im folgenden Jahr wurde er Dritter der Portugal-Rundfahrt und entschied die Bergwertung für sich. Nach dem Rennen Paris–Nizza 2003 wurde Lavarinhas wegen Dopings mit Corticosteroiden für sechs Monate gesperrt.
Im Jahr 2005 wechselte Lavarinhas zum portugiesischen Continental Team Riberalves. Dort gelang ihm sein erster Etappensieg bei der Portugal-Rundfahrt. Er beendete seine Karriere nach der Saison 2007 bei der Mannschaft von Benfica Lissabon.

## Palmarès
1999
- Vuelta a Venezuela

2002
- Portugiesischer Meister Straße

2005
- eine Etappe Portugal-Rundfahrt

## Teams
- 1998 Maia-Cin
- 1999 Maia-MSS
- 2000 Maia-MSS
- 2001 Milaneza-MSS
- 2002 Milaneza-MSS
- 2003 Milaneza-MSS
- 2004 Milaneza-Maia
- 2005 Riberalves
- 2006 Riberalves
- 2007 Benfica Lissabon